# Toyota Yaris Verso
Toyota Yaris Verso – minivan stworzony na podstawie pierwszej generacji Toyoty Yaris, która podobnie jak i Yaris Verso była samochodem roku 2000 - Car of The Year 2000. Yaris Verso produkowany był w latach 1999–2005. W roku 2003 przeszedł facelifting. Yarisa Verso zastąpił w 2011 roku model nazwany Verso-S.

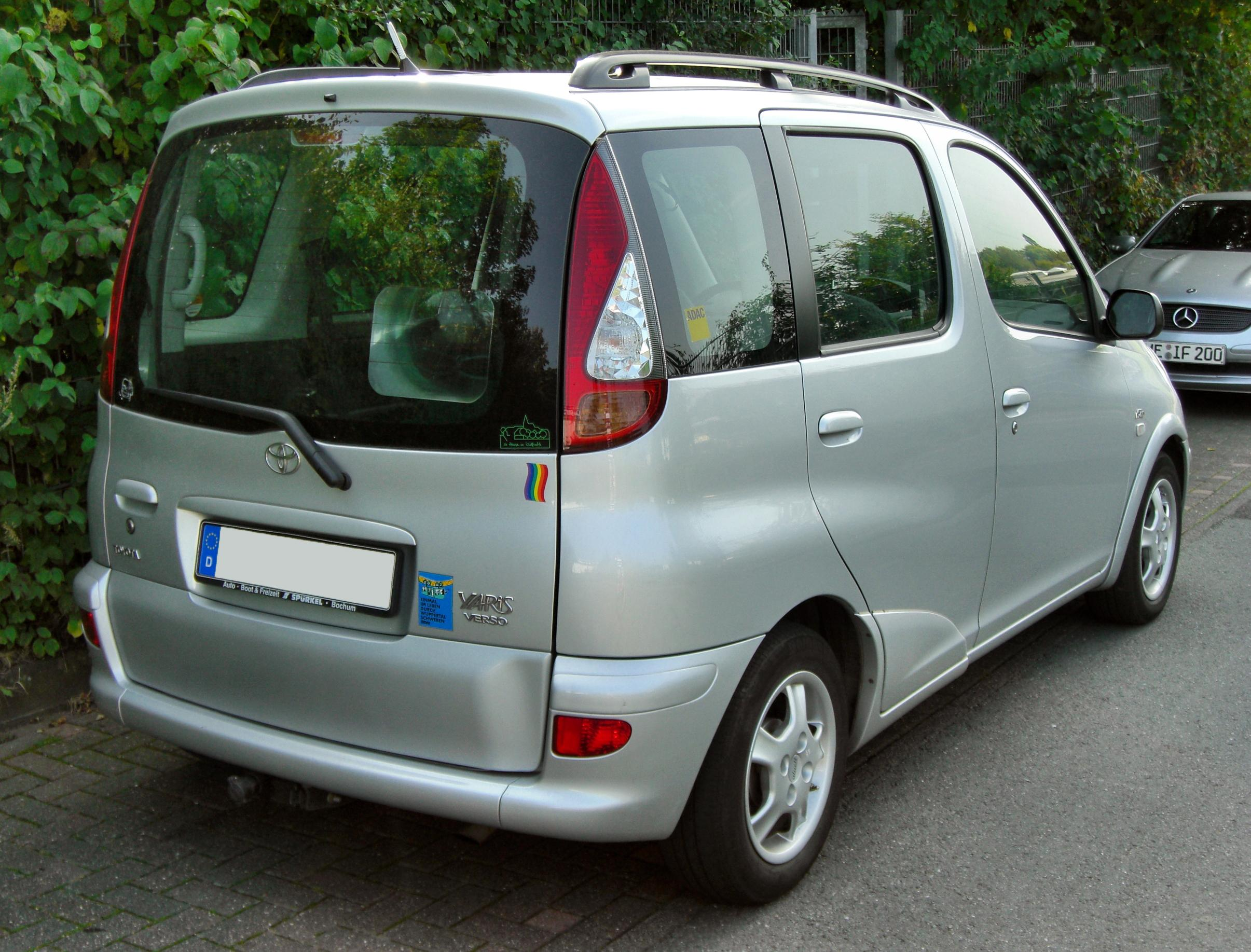
Toyota Yaris Verso – tył